# تريز

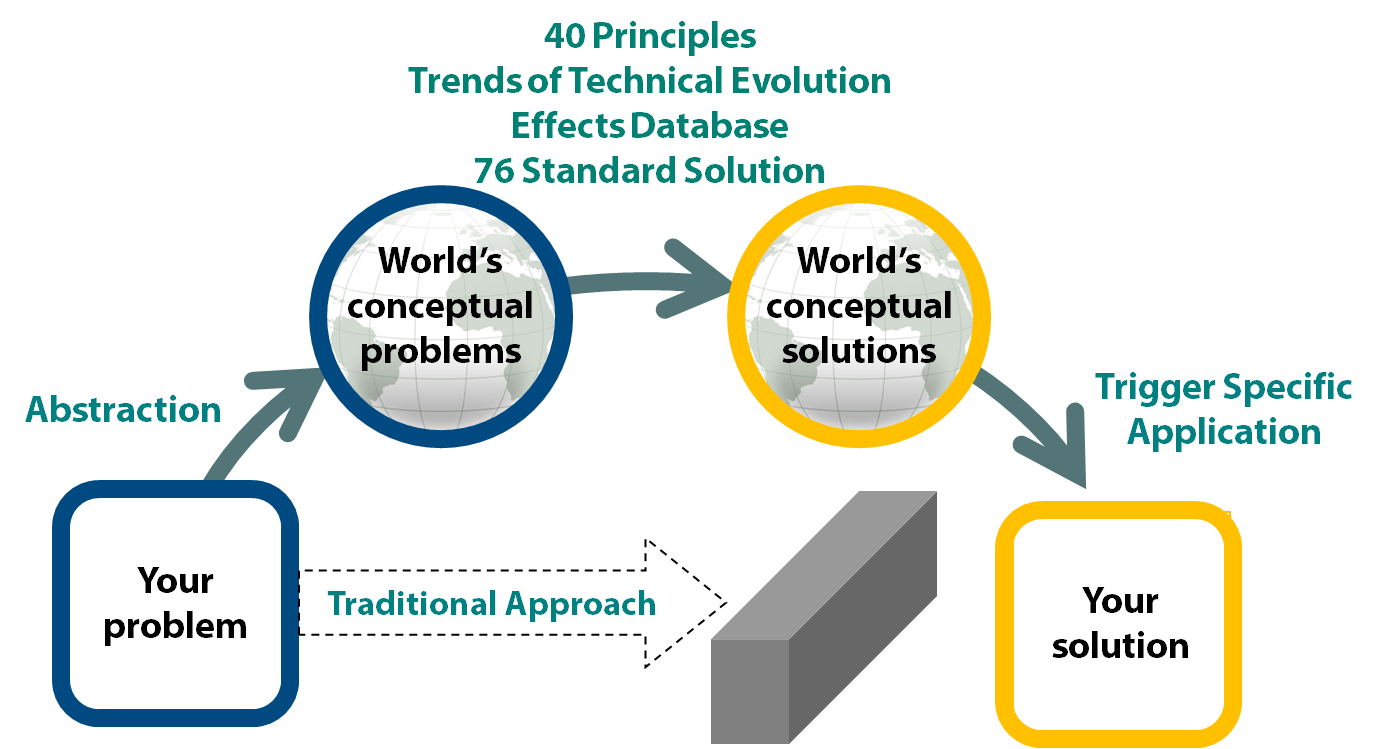

تريز هي كلمة روسية الأصل وهي الحروف الأولى من كلمة (Teoria Resheniya Izobretatelskikh Zadatch) (بالعربية: نظرية الحل الابتكاري للمشكلات) و (بالإنجليزية: Theory Of Inventive Problem Solving).
تعتبر نظرية "التريز" نموذجا" جيدا" ومتكاملا" للمنهجية الانوفاتية (التطوير الابتكاري) تميزت هذه النظرية عن غيرها بأنها تستخدم طرقاً فريدة وغير تقليدية في حل المشكلات وسائل إبداعية رائعة وتحفز نحو التفكير الابتكاري والإبداعي. وتتكون هذه النظرية من مجموعة أدوات تحليلية واستراتيجيات نظرية تعتمد، اعتمدت أثناء تشكيلها على دراسة الظواهر الفيزيائية للمسائل التقنية والهندسية:
- 40 إستراتيجية تستطيع بها أن تحل معظم المشاكل التي تواجهك في الحياة وبطرق إبداعية فريدة، أوجدها المهندس «هنري ألتشولر» الذي كان أمضى وقتا«كبيرا» في دراسة وتسجيل براءات الاختراع في الاتحاد السوفييتي.

مرت هذه النظرية بالعديد من مراحل التطوير الذاتي حتى استطاعت أن تثبت جدواها في إيجاد حلول إبداعية للمشكلات في جميع مجالات النشاط الإنساني: الصناعة والتقنية والخدمات وحتى التسويق وإدارة الأعمال والطب والفنون والاجتماع والاقتصاد وغيرها الكثير من المجالات.
الأدوات التحليلية متعددة وتتطور باستمرار، نذكر ستة" منها:
1. تحليل التناقض (Contradiction Analysis): وتعتبر أكثر أدوات تريز شيوعاً، وتطبق على المشكلات التي يتم تعريفها بطريقة التناقضيات.
2. المثالية (Ideally): تستخدم في حل التناقضات، وتركز على الحلول المثالية أو النموذجية.
3. خوارزمية حل المشاكل المبتكرة (Algorithm for Inventive Problem Solving): تعتبر أحد مكونات أكبر أداة تحليلية تدعى [ خوارزمية حل المشكلات المبتكرة ] وتقدم أسلوب غير تقليدي في التفكير الإبداعي.
4. أشكال التحول (Patterns of Evolution): هذه الأداة تقوم بتسهيل عملية تصميم وابتكار الجيل أو الأجيال القادمة من المنتجات والعمليات.
5. تحليل مجال التصميم (Substance-Field (Su-Field) Analysis): تستخدم هذه الأداة في توليد الأفكار للتصاميم الموجودة باستخدام المجالات الأخرى للطاقة والمعرفة.
6. التحديد التوقعي للفشل (Anticipatory Failure Determination): تستخدم هذه الأداة في تحديد التعديلات التصميمية المطلوبة لتقليل احتمال حدوث أي خطأ أو عطب كبير.

## وصلات خارجية
- نظرية الحل الابتكاري للمشكلات (TRIZ)
- الدورة المستمرة لبرنامج تريز لحل المشكلات بطرق إبداعية

## كتب عن تريز
- Altshuller، Genrich (1999). The Innovation Algorithm: TRIZ, systematic innovation, and technical creativity. Worcester, MA: Technical Innovation Center. ISBN:978-0-9640740-4-0.
- Altshuller، Genrich (1984). Creativity as an Exact Science. New York, NY: Gordon & Breach. ISBN:978-0-677-21230-2.
- Altshuller، Genrich (1994). And Suddenly the Inventor Appeared. translated by Lev Shulyak. Worcester, MA: Technical Innovation Center. ISBN:978-0-9640740-2-6.
- Altshuller، Genrich (2005). 40 Principles:Extended Edition. translated by Lev Shulyak with additions by Dana Clarke, Sr. Worcester, MA: Technical Innovation Center. ISBN:978-0-9640740-5-7.
- Gadd، Karen (2011). TRIZ for Engineers: Enabling Inventive Problem Solving. UK: John Wiley & Sons. ISBN:978-0-4707418-8-7.
- Haines-Gadd، Lily (2016). TRIZ for Dummies. UK: John Wiley & Sons. ISBN:978-1-1191074-7-7.